# Nicolas Géal
 (novembre 2014).
 (novembre 2014).
Nicolas Géal, né à Uccle le 26 avril 1980, est un comédien belge et le directeur du Théâtre royal de Toone. Fils de José Géal, il est couronné Toone VIII le 10 décembre 2003. Sa première création en 2006 est un Roméo et Juliette d'après William Shakespeare.

## Parcours
- 1980 : naissance à Uccle, fils de José, Toone VII, qui reprit le théâtre en 1963.
- 1990 : Nicolas organise des spectacles pour sa famille : le théâtre est déjà son univers.
- 1992 : il fait partie de l’équipe des manipulateurs de marionnettes.
- 1999 : il entre au Conservatoire royal de Bruxelles, option art dramatique et déclamation. Il en sort en 2003 et, durant ses études, il commence à faire les voix chez Toone.
- 2003 : il incarne tous les valets dans Roméo et Juliette au château du Karreveld. Le 10 décembre, Nicolas est couronné et prend la relève de son père en dirigeant l’unique théâtre de marionnettes de Bruxelles.
- 2005 : il joue dans Les Mille et Une Nuits de Philippe Blasband, spectacle en plein air au théâtre du Méridien.
- 2006 : il écrit une parodie de Roméo et Juliette.